# P-141
La carretera P-141 es una carretera autonómica de Castilla y León que discurre íntegramente por la provincia de Palencia, comunicando los municipios de Baltanás y Espinosa de Cerrato, al límite con la provincia de Burgos. Tiene una longitud de 27 kilómetros.
Recorrido
La P-141 comienza en un cruce con la P-131 a las afueras de Baltanás, la cual se encarga de comunicar Cevico de la Torre y Palenzuela. La carretera toma dirección oeste y atraviesa por el centro Antigüedad, con cruces con la PP-1411 (Cevico Navero) y con la PP-1412 (Tabanera de Cerrato). La carretera continúa su recorrido y en el kilómetro 15 llega a la ermita de Garón, donde hay un cruce que da origen a la P-143 que va a Cobos de Cerrato. Tras abandonar el entorno de Garón, hay una cuesta que mete a la carretera en una llanura hasta su fin en Espinosa de Cerrato virtiendo en la BU-P-1131 que lleva a Torrepadre (norte) y Villafruela (sur)
- Datos: Q111721714